# Eastsound (Washington)
Eastsound es un área no incorporada ubicada en el condado de San Juan en el estado estadounidense de Washington.

## Geografía
Eastsound se encuentra ubicado en las coordenadas 48°41′48″N 122°54′15″O / 48.69667, -122.90417.